# Nikolaj Kirk
 Der er flere personer med dette navn, se Nikolaj Kirk (fodboldspiller).
Nikolaj Kirk (født 5. februar 1975 i København) er en dansk kok, kogebogsforfatter, tv-vært og iværksætter. Han blev for alvor kendt som kokken fra Go' morgen Danmark fra 1996 til 2008. Derudover har han været køkkenchef på flere kendte restauranter, blandt andet Formel B og så har han udgivet 16 bøger og medvirket i en række tv-programmer, herunder serien Nak & Æd for DR, hvor han og Jørgen Skouboe rejser verden rundt, tager på jagt og tilbereder mad i naturen.
Han er oprindeligt uddannet på bl.a. Hotel Imperial og Peder Oxe i København, Hotel Gere i Tyskland og Hotel Baltic i Høruphav. Har siden arbejdet som kok og køkkenchef i England, Sverige og Danmark. Herhjemme er han kendt fra restauranter som Olsen, Kirk, Formel B og Schiøtt's. Kirk driver sammen med Mikkel Maarbjerg virksomheden Kirk+Maarbjerg, som er en gastronomisk rådgivningsvirksomhed.

## Baggrund

### Opvækst og uddannelse
Som barn voksede han op i Indre By. Hans far drev kanalcafeen ved Frederiksholms Kanal. Efter endt uddannelse som kok i 1994 blev han ansat som kok på Restaurant Olsen, der dengang var en af Københavns mest populære restaurationer.

### Karriere
Fra 1996 til 2008 var han fast vært som tv-kok på TV 2's morgenprogram, Go' morgen Danmark. I 2000 blev han kendt, da han medvirkerede i børneprogrammet Mad i kassen. Fra 2000 til 2003 var han køkkenchef på Formel B. Han har desuden været madskribent i bl.a. Berlingske Tidende og Politiken, ligesom han i 2002 var vært for Det Muntre Køkken på TV 2 sammen med kollegaen Paulo Guimaraes. På DR1 kunne man i 2003 følge Nikolaj Kirk i programmet SPOT, hvor han hjemme i sin lejlighed havde fået en bofælle i skikkelse af en hvid and. Programmet skildrer det dilemma, han stod i, da han skulle spise sin nye ven "anden". I 2010 vendte han tilbage til tv på DR2, hvor han og kollegaen Jørgen Skouboe siden har været værter for Nak & Æd. I 2011 valgte DR's seere programmet som "Årets DR-program", og igen i 2012 var der hæder til Nak & Æd, da man på branchens TV Festival kårede programmet til "Årets livsstilsprogram".
I 2012 blev han centrum for en medieomtale, der opstod, efter at han i sin nyeste kogebog, Grønt Grundkøkken, havde brugt oplysninger om Zittauerløg fra Wikipedia.dk uden at sikre sig deres rigtighed. Afsnittet, der omhandler den fiktive "Baron Zittauer von Schelpsburg", viste sig at være en forfalskning. Efterfølgende undskyldte Nikolaj Kirk sig med, at han ikke selv havde skrevet afsnittet. I 2013 udgav han bogen Beretninger fra fremmede køkkener, bogen fik 5 hjerter i Politiken. Beretninger fra fremmede køkkener blev udgivet på forlaget Gyldendal. Samme år modtog han og Skouboe også diplom fra Jægerforbundet, for deres arbejde med jagt og natur igennem Nak & Æd.
I 2016 modtog han prisen som "Årets Knivbærer". Udvælgelsen af "Året Knivbærer" sker bl.a. efter kriterierne: En person der har gjort noget ekstraordinært, er kendt i medierne, som bruger kniven som værktøj og/eller står for et af os accepteret arbejde i naturen. I 2020 udgav han bogen Det smager af lort sammen med kokken Mikkel Maarbjerg og fotografen Morten Kirckhoff.

### Privat
Han er gift med sangerinden og børnebogsforfatteren Karen Mukupa, som han har en datter med.

## Hæder
- 2013 - Optaget i Eventyrernes klub - Adventure Club of Denmark
- 2012 - TV branchens TV-festival "Årets livsstilsprogram"
- 2011 - DR's seerpris "Årets DR program"
- 2009 - "Mad med mening"-prisen, Suhrs Husholdningsskole
- 2009 - Optaget i Kraks Blå Bog
- 2007 - Ambassadør for WWF
- 2007 - Ambassadør for Vi skaber fred
- 2006 - Folkekøkken for Christiania
- 2006 - Ambassadør for Max Havelaar
- 2005 - Medlem af Klub 10, Dansk Røde Kors
- 2003 - Dyrenes Beskyttelses pris, "Årets dyreven"
- 2002 - Modtaget Danske Gastronomiske Akademis hædersdiplom
- 1996 - Olympisk sølv ved kogekunst ungdomslandshold for kokke
- 1997 - Guldmedalje ved VM for vegetarisk kogekunst for unge kokke
- 1993 - Guldmedalje ved tysk kokketurnering Karlsruhe
- 1993 - 1996 Medlem af det danske ungdoms kokkelandshold